# Incendio (Arca)
Incendio è un singolo della musicista venezuelana Arca, pubblicato il 27 settembre 2021 come primo estratto dal sesto album in studio KicK iii.

## Descrizione
Il brano, in lingua spagnola, è stato prodotto da Arca e Mark Luva, quest'ultimo anche accreditato come performer associato. È stato descritto come un «brano rap mutato», industriale e dance pop influenzato da una base che unisce il breakbeat alla trap.
Il 9 novembre 2021 Arca ha annunciato l'uscita del suo sesto album in studio, Kick III, rendendo di fatto la canzone il primo singolo da esso estratto, essendo contenuta nella tracklist.
Nel brano la cantante si definisce una «strega» e invita ad essere osservata tra il sangue e il fuoco, mentre compie varie azioni macabre o magiche: indossa pelle, brucia corpi, succhia le proprie ossa, piega un cucchiaio con la mente, dipinge se stessa. L'ascoltatore viene minacciato di ricevere un petardo in faccia, di essere spezzato e bruciato, e di essere derubato del cellulare. La cantante si descrive inoltre come una «donna elastica» e una «Catwoman senza esitazione», affermando di essere anche chiamata «Santa Maria».

## Copertina
La copertina del singolo – che si è rivelata poi essere quella dell'album di provenienza – è stata realizzata da Frederik Heyman e rappresenta uno scenario apocalittico, con alcuni scheletri adagiati in una pozza di sangue ed altri addomesticati da Arca stessa, ritratta in un avatar a due teste. Un'animazione della medesima copertina è poi comparsa nel video musicale del singolo Prada/Rakata, pubblicato a circa un mese di distanza.
All'interno della copertina sono presenti anche i Mima, delle creature fantastiche che caratterizzerebbero il "mondo Kick" immaginato da Arca, la quale ha così annunciato la collaborazione con l'artista Andrea Chiampo:

## Tracce
Testi di Alejandra Ghersi, musiche di Mark Luva.
1. Incendio – 2:44

## Formazione
Crediti tratti dall'edizione streaming del singolo.
- Arca – performer associata, mixer, produzione, autrice dei testi;
- Mark Luva – produzione, performer associato, autore delle musiche.